# Serrières (Ardecha)
Serrières és un municipi francès situat al departament de l'Ardecha i a la regió d'Alvèrnia-Roine-Alps. L'any 2007 tenia 1.159 habitants.

## Demografia

### Població
El 2007 la població de fet de Serrières era de 1.159 persones. Hi havia 489 famílies de les quals 196 eren unipersonals (80 homes vivint sols i 116 dones vivint soles), 149 parelles sense fills, 120 parelles amb fills i 24 famílies monoparentals amb fills.
La població ha evolucionat segons el següent gràfic:
Habitants censats

### Habitatges
El 2007 hi havia 583 habitatges, 501 eren l'habitatge principal de la família, 19 eren segones residències i 64 estaven desocupats. 403 eren cases i 177 eren apartaments. Dels 501 habitatges principals, 253 estaven ocupats pels seus propietaris, 222 estaven llogats i ocupats pels llogaters i 26 estaven cedits a títol gratuït; 6 tenien una cambra, 52 en tenien dues, 116 en tenien tres, 147 en tenien quatre i 180 en tenien cinc o més. 302 habitatges disposaven pel capbaix d'una plaça de pàrquing. A 256 habitatges hi havia un automòbil i a 178 n'hi havia dos o més.

### Piràmide de població
La piràmide de població per edats i sexe el 2009 era:
| Homes | Edats   | Dones |
| ----- | ------- | ----- |
| 4     | 95 o +  | 4     |
| 0     | 90 a 94 | 20    |
| 0     | 85 a 89 | 28    |
| 16    | 80 a 84 | 32    |
| 20    | 75 a 79 | 44    |
| 28    | 70 a 74 | 24    |
| 36    | 65 a 69 | 44    |
| 36    | 60 a 64 | 36    |
| 24    | 55 a 59 | 28    |
| 40    | 50 a 54 | 40    |
| 24    | 45 a 49 | 24    |
| 40    | 40 a 44 | 8     |
| 40    | 35 a 39 | 40    |
| 28    | 30 a 34 | 24    |
| 48    | 25 a 29 | 36    |
| 40    | 20 a 24 | 28    |
| 20    | 15 a 19 | 20    |
| 24    | 10 a 14 | 36    |
| 20    | 5 a 9   | 36    |
| 24    | 0 a 4   | 16    |

## Economia
El 2007 la població en edat de treballar era de 670 persones, 505 eren actives i 165 eren inactives. De les 505 persones actives 432 estaven ocupades (250 homes i 182 dones) i 73 estaven aturades (28 homes i 45 dones). De les 165 persones inactives 76 estaven jubilades, 42 estaven estudiant i 47 estaven classificades com a «altres inactius».

### Ingressos
El 2009 a Serrières hi havia 500 unitats fiscals que integraven 1.053 persones, la mediana anual d'ingressos fiscals per persona era de 17.252 €.

### Activitats econòmiques
Dels 83 establiments que hi havia el 2007, 1 era d'una empresa extractiva, 5 d'empreses alimentàries, 1 d'una empresa de fabricació de material elèctric, 4 d'empreses de fabricació d'altres productes industrials, 7 d'empreses de construcció, 18 d'empreses de comerç i reparació d'automòbils, 3 d'empreses de transport, 7 d'empreses d'hostatgeria i restauració, 5 d'empreses financeres, 4 d'empreses immobiliàries, 6 d'empreses de serveis, 11 d'entitats de l'administració pública i 11 d'empreses classificades com a «altres activitats de serveis».
Dels 26 establiments de servei als particulars que hi havia el 2009, 1 era una oficina d'administració d'Hisenda pública, 1 gendarmeria, 1 oficina de correu, 4 oficines bancàries, 1 funerària, 1 taller de reparació d'automòbils i de material agrícola, 1 autoescola, 1 guixaire pintor, 1 fusteria, 2 lampisteries, 5 perruqueries, 4 restaurants, 1 agència immobiliària, 1 tintoreria i 1 saló de bellesa.
Dels 10 establiments comercials que hi havia el 2009, 2 eren botiges de menys de 120 m², 3 fleques, 2 carnisseries, 1 una botiga d'equipament de la llar, 1 una botiga de material esportiu i 1 una floristeria.
L'any 2000 a Serrières hi havia 7 explotacions agrícoles.

## Equipaments sanitaris i escolars
El 2009 hi havia 1 hospital de tractaments de mitja durada (seguiment i rehabilitació) i 1 farmàcia.
El 2009 hi havia 2 escoles elementals.

## Poblacions més properes
El següent diagrama mostra les poblacions més properes.